# Жан дьо Мьон
Жан дьо Мьон (на френски: Jean de Meung) е френски поет, преводач и писател, известен най-вече с продължението си на поемата „Роман за Розата“.

## Биография и творчество
Жан дьо Мьон е роден през 1240 г. в Мьон сюр Лоар, Франция, като Жан Клопинел. Предполага се, че завършва Парижкия университет. По-голямата част от живота си прекарва в Париж, където има къща с кула, двор и градина, която била описана през 1305 г. като къщата на покойния Жан дьо Мьон, дарена на Доминиканския орден.
По време на младостта си композира песни.
В периода 1268 – 1285 г. работи върху продължение на поемата на Гийом дьо Лорис „Роман за Розата“, като я разширява значително. Алегоричната поема е сатира срещу манастирските порядки, безбрачието, Светия престол, прекомерните претенции на духовенството, но и сатира на жените и брака.
Жан дьо Мьон умира през 1305 г.